# سباعيات الرجبي في الألعاب الأولمبية الصيفية 2024
ستقام منافسات سباعيات الرجبي في دورة الألعاب الأولمبية الصيفية 2024 في باريس في الفترة من 24 إلى 30 يوليو في استاد فرنسا.  سيتنافس اثنا عشر فريقًا للرجال في منافسات الرجال وكذلك اثنا عشر فريقا للسيدات.  ولأول مرة، ستبدأ مباريات سباعيات الرجبي قبل يومين من حفل الافتتاح بالمراحل التمهيدية وربع النهائي للرجال. وتتوقف المنافسة في حفل الافتتاح يوم 26 يوليو قبل أن يتم الكشف رسميًا عن الفرق الفائزة بالميداليات في اليوم التالي. وتقام بطولة السيدات في الفترة ما بين 28 و30 يوليو/تموز، وتتوج بمباريات الميدالية الذهبية والبرونزية. 